# Lamborghini 400 GT
El Lamborghini 400 GT es un automóvil deportivo de 2 o 2+2 asientos producido por el fabricante italiano Lamborghini entre 1966 y 1968. La versión de 2 asientos fue denominada 400 GT, y la de 2+2 asientos fue denominada 400 GT 2+2. El 400 GT es el sucesor del 350 GT, el primer modelo de producción de Lamborghini. El 400 GT y el 400 GT 2+2 fueron presentados por primera vez en el Salón del Automóvil de Ginebra de 1966.
Al igual que el 350 GT, el 400 GT y su otra versión fueron equipados con un motor V12, pero en comparación con su predecesor la cilindrada del motor se aumentó a 3939 cc, lo que aumentó la potencia a 320 CV (239 kW). La carrocería del 400 GT 2+2 fue en realidad diferente a la del 350 GT, con una mayor altura, techo diferente, y algunos cambios en las láminas de metal por todo el auto. 

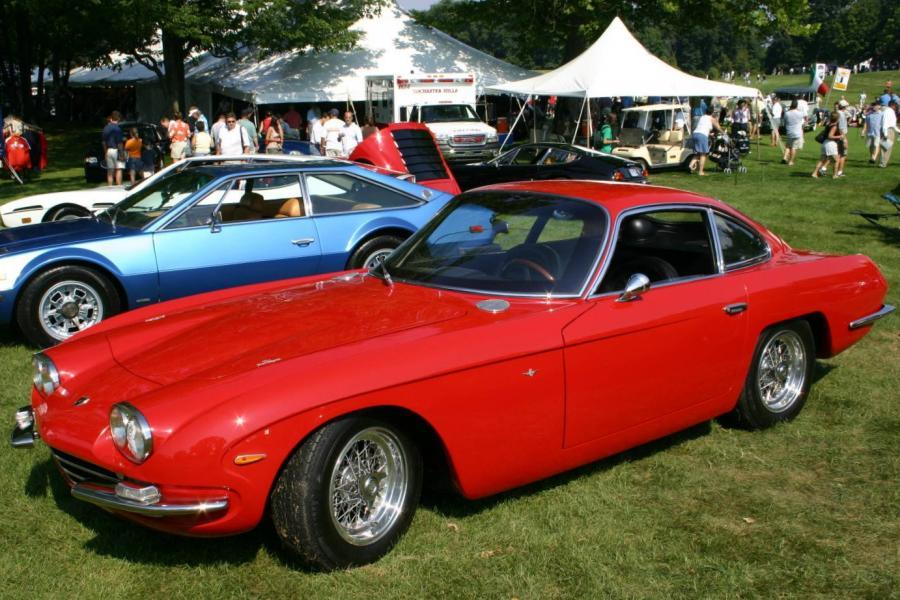
Lamborghini 400 GT 2+2 de 1968.

El interior del 400 GT 2+2 fue modificado para que se instalasen 2 asientos más en la parte trasera, donde en el 350 GT sólo había un espacio para el equipaje o 1 asiento más. La carrocería fue diseñada por Carrozzeria Touring. El 400 GT 2+2 también tenía una caja de cambios diseñada por Lamborghini, con un sincronizador estilo de Porsche en todos los engranajes, que mejoraron la transmisión enormemente. La caja de cambios del 400 GT y 400 GT 2+2 era manual de 5 velocidades. El 400 GT 2+2 podía acelerar de 0 a 100 km/h en 6,8 segundos y alcanzar los 270 km/h de velocidad máxima. Se fabricaron 224 unidades del 400 GT 2+2 entre 1966 y 1968.
El 400 GT era una variante del 350 GT con el motor V12 de 4 L instalado, y a diferencia del 400 GT 2+2, el 400 GT no tenía la configuración de 2+2 asientos, solo tenía 2 asientos, y además su motor alcanzaba una velocidad máxima inferior a la del 400 GT 2+2. Las dimensiones del 400 GT eran iguales a las del 350 GT y casi iguales a las del 400 GT 2+2, el 400 GT 2+2 era unos 65 milímetros más alto. El 400 GT podía acelerar de 0 a 100 km/h en 7,5 segundos y alcanzar los 250 km/h de velocidad máxima. Sólo 23 unidades del 400 GT fueron construidas entre 1966 y 1967, tres de las cuales disponían de una carrocería de aluminio. 
Entre el 400 GT y el 400 GT 2+2, la cifra de unidades construidas fue de 247 desde 1966 hasta 1968, cuando fue sustituido por el Islero. Una versión especial única, denominada 400 GT Monza, fue construida por Neri y Bonacini, quienes habían trabajado anteriormente en el 350 GT y en el prototipo 350 GTV presentado en Turín en 1963.